# Holcolemma
Holcolemma là một chi thực vật có hoa trong họ Hòa thảo (Poaceae).

## Loài
Chi Holcolemma gồm các loài: